# Oceanborn Europe Tour
Oceanborn Europe Tour foi uma turnê da banda finlandesa de metal sinfônico Nightwish, realizada para promover o álbum Oceanborn (1998). A turnê teve início em 22 de janeiro de 1999 na tradicional casa de shows Tavastia, situada na capital finlandesa de Helsinque. Foi também a primeira turnê internacional do grupo, no qual eles se apresentaram em uma série de shows na Europa como abertura da banda alemã Rage.
Durante esta turnê, o baixista Sami Vänskä tocou com a banda em todas as datas, já que anteriormente ele havia apenas se apresentado no último concerto da The First Tour of the Angels em novembro de 1998. Além disso, o vocalista da banda Sethian, Tapio Wilska, que cantou nas faixas "The Pharaoh Sails to Orion" e "Devil & the Deep Dark Ocean" em Oceanborn, também se apresentou ao vivo com a banda no show em Vosselaar, Bélgica.
Na noite que antecedeu a estreia da turnê, eles fizeram sua primeira aparição na televisão finlandesa no programa Lista TV-show em 21 de janeiro de 1999, onde tocaram as canções "Sacrament of Wilderness" e "Gethsemane".

## Repertório
O repertório abaixo é constituído do primeiro show da turnê, realizado em 22 de janeiro de 1999 em Helsinque, Finlândia, não sendo representativo de todos os concertos.
1. "Sacrament of Wilderness"
2. "Elvenpath"
3. "Stargazers"
4. "Passion and the Opera"
5. "Know Why the Nightingale Sings"
6. "Devil & the Deep Dark Ocean"
7. "Walking in the Air" (cover de Howard Blake)
8. "Gethsemane"
9. "Astral Romance"
10. "The Pharaoh Sails to Orion"
11. "Beauty and the Beast" (bis)

- Um trecho da canção "Moondance" foi inserida em um instrumental espontâneo do qual a banda tocou em 13 de fevereiro de 1999 em Turku, Finlândia.
- A canção "Swanheart" foi tocada pela primeira vez na turnê em 12 de novembro de 1999 em Markneukirchen, Alemanha.
- O cantor Tapio Wilska performou com a banda as canções "The Pharaoh Sails to Orion" e "Devil & the Deep Dark Ocean" em 20 de novembro de 1999.

## Datas
Todas as datas estão de acordo com o website oficial da banda.
| Data                    | Cidade            | País          | Local                                    | Ato de abertura      |
| ----------------------- | ----------------- | ------------- | ---------------------------------------- | -------------------- |
| Europa                  |                   |               |                                          |                      |
| 22 de janeiro de 1999   | Helsinque         | Finlândia     | Tavastia                                 | —                    |
| 13 de fevereiro de 1999 | Turku             | Finlândia     | Club Feeniks                             | —                    |
| 6 de março de 1999      | Helsinque         | Finlândia     | Lepakko                                  | —                    |
| 31 de março de 1999     | Tampere           | Finlândia     | Tullikamarin Pakkahuone                  | —                    |
| 10 de abril de 1999     | Nivala            | Finlândia     | Tuiskula                                 | —                    |
| 21 de maio de 1999      | Vantaa            | Finlândia     | Vernissa                                 | —                    |
| 22 de maio de 1999      | Halkosaari        | Finlândia     | Lappajärvi                               | —                    |
| 27 de maio de 1999      | Lieksa            | Finlândia     | Brahesali                                | —                    |
| 28 de maio de 1999      | Joensuu           | Finlândia     | Silva Metsämessut                        | —                    |
| 4 de junho de 1999      | Helsinque         | Finlândia     | Tavastia                                 | —                    |
| 5 de junho de 1999      | Somero            | Finlândia     | Sommerstock                              | —                    |
| 5 de junho de 1999      | Karjaa            | Finlândia     | Kattoparkkirock                          | —                    |
| 11 de junho de 1999     | Eura              | Finlândia     | Sierahovi                                | —                    |
| 12 de junho de 1999     | Kauhajoki         | Finlândia     | Kasino                                   | —                    |
| 19 de junho de 1999     | Seinäjoki         | Finlândia     | Törnävä                                  | —                    |
| 24 de junho de 1999     | Jämsä             | Finlândia     | Himos Areena                             | —                    |
| 25 de junho de 1999     | Kalajoki          | Finlândia     | Hiekkasärkkä                             | —                    |
| 25 de junho de 1999     | Pudasjärvi        | Finlândia     | Jyrkkäkoski                              | —                    |
| 26 de junho de 1999     | Kauhajoki         | Finlândia     | Nummijärvi                               | —                    |
| 26 de junho de 1999     | Kouvola           | Finlândia     | Tykkimäki                                | —                    |
| 3 de julho de 1999      | Eno               | Finlândia     | Kanavarantarock                          | —                    |
| 7 de julho de 1999      | Tampere           | Finlândia     | Tullikamarin Pakkahuone                  | —                    |
| 9 de julho de 1999      | Helsinque         | Finlândia     | VR Makasiinit                            | —                    |
| 9 de julho de 1999      | Ruovesi           | Finlândia     | Noitarock                                | —                    |
| 16 de julho de 1999     | Kiuruvesi         | Finlândia     | Liikuntahalli                            | —                    |
| 18 de julho de 1999     | Joensuu           | Finlândia     | Laulurinne                               | —                    |
| 30 de julho de 1999     | Liperi            | Finlândia     | Suvisouturock                            | —                    |
| 31 de julho de 1999     | Utajärvi          | Finlândia     | Untorock                                 | —                    |
| 7 de agosto de 1999     | Ämmänsaari        | Finlândia     | Suviyön Sumutus                          | —                    |
| 8 de agosto de 1999     | Korso             | Finlândia     | Korson Urheilupuisto                     | —                    |
| 14 de agosto de 1999    | Lohja             | Finlândia     | Kesärock                                 | —                    |
| 14 de agosto de 1999    | Salo              | Finlândia     | Vuoristock                               | —                    |
| Europa 2                |                   |               |                                          |                      |
| 12 de novembro de 1999  | Markneukirchen    | Alemanha      | Schützenhaus                             | Rage (ato principal) |
| 13 de novembro de 1999  | Katowice          | Polônia       | Megaclub                                 | Rage (ato principal) |
| 14 de novembro de 1999  | Spremberg         | Alemanha      | MTS                                      | Rage (ato principal) |
| 15 de novembro de 1999  | Berlim            | Alemanha      | Kesselhaus                               | Rage (ato principal) |
| 16 de novembro de 1999  | Hamburgo          | Alemanha      | Markthalle                               | Rage (ato principal) |
| 18 de novembro de 1999  | Groninga          | Países Baixos | Vera                                     | Rage (ato principal) |
| 19 de novembro de 1999  | Osnabruque        | Alemanha      | Works                                    | Rage (ato principal) |
| 20 de novembro de 1999  | Vosselaar         | Bélgica       | Biebob                                   | Rage (ato principal) |
| 21 de novembro de 1999  | Bochum            | Alemanha      | Zeche                                    | Rage (ato principal) |
| 22 de novembro de 1999  | Saarbrücken       | Alemanha      | Garage                                   | Rage (ato principal) |
| 24 de novembro de 1999  | Barcelona         | Espanha       | Mephisto                                 | Rage (ato principal) |
| 25 de novembro de 1999  | Madrid            | Espanha       | Sala Macumba                             | Rage (ato principal) |
| 26 de novembro de 1999  | Avilés            | Espanha       | Quattro Dance                            | Rage (ato principal) |
| 27 de novembro de 1999  | Bergara           | Espanha       | Sala Jam                                 | Rage (ato principal) |
| 28 de novembro de 1999  | Valência          | Espanha       | Garage                                   | Rage (ato principal) |
| 30 de novembro de 1999  | Genebra           | Suíça         | Undertown                                | Rage (ato principal) |
| 1 de dezembro de 1999   | Pratteln          | Suíça         | Z7 Konzertfabrik                         | Rage (ato principal) |
| 2 de dezembro de 1999   | Turim             | Itália        | Supermarket                              | Rage (ato principal) |
| 3 de dezembro de 1999   | Viena             | Áustria       | Planet Music                             | Rage (ato principal) |
| 4 de dezembro de 1999   | Kaufbeuren        | Alemanha      | Zeppenlinhalle                           | Rage (ato principal) |
| 6 de dezembro de 1999   | Offenbach am Main | Alemanha      | Hafenbahn                                | Rage (ato principal) |
| 8 de dezembro de 1999   | Brunsvique        | Alemanha      | Freizeit- und Bildungszentrum Bürgerpark | Rage (ato principal) |
| 9 de dezembro de 1999   | Colônia           | Alemanha      | Live Music Hall                          | Rage (ato principal) |
| 10 de dezembro de 1999  | Bad Salzungen     | Alemanha      | Kalle Werk                               | Rage (ato principal) |
| 11 de dezembro de 1999  | Freiberga         | Alemanha      | Tivoli                                   | Rage (ato principal) |
| 12 de dezembro de 1999  | Ludwigsburgo      | Alemanha      | Rockfabrik                               | Rage (ato principal) |

## Créditos
Banda
- Tuomas Holopainen – teclado
- Emppu Vuorinen – guitarra
- Tarja Turunen – vocais
- Jukka Nevalainen – bateria
- Sami Vänskä – baixo

Músicos convidados
- Tapio Wilska – vocais (em 20 de novembro de 1999)